# هرتسوگ
هرتسوگ (آلمانی: Herzog) یک عنوان موروثی آلمانی است که دارندهٔ آن بر یک دوک‌نشین حکومت می‌کند، بر عمارتی اقتدار فئودالی اعمال می‌کند، یا طبق قانون یا سنت حق دارد با عنوان دوکی خطاب شود. این واژه معمولاً در انگلیسی دوک و در لاتین دوکس ترجمه می‌شود. عموماً رتبهٔ یک دوک پایین‌تر از شاه و بالاتر از یک کنت است.